# Villa rustica (Kienberg)
Die Villa rustica auf der Gemarkung von Kienberg, einer Gemeinde im oberbayerischen Landkreis Traunstein, liegt circa 300 Meter nordwestlich von Willing. Die Villa rustica der römischen Kaiserzeit ist ein geschütztes Bodendenkmal mit der Nummer D-1-7940-0029.
In einem Waldstück auf einer flachen Geländezunge mit Blick zum Mörntal wurden römische Mauerreste gefunden. Die Funde von diesem Areal stammen vom 1. bis 3. Jahrhundert.
Im Jahr 2000 wurden zwischen Schieferplatten ein Eisenkeil, eine bleigefasste Eisenschlaufe, zwei rätische Becher mit Hufeisenverzierung, Grobkeramik und weitere Geräte gefunden. 